# Crișana
Crișana (Hongaars: Körösvidék, Duits: Kreischgebiet) is een regio in het westen van Roemenië die bestaat uit twee districten: Bihor en Arad. Het gebied grenst in het zuiden aan het Banaat, in het noorden aan Maramureș, in het oosten aan Transsylvanië en in het westen aan Hongarije. De grootste stad van Crișana is Oradea.

De naam Crișana is afgeleid van de drie Criş-rivieren (Hongaars: Körös, Duits: Kreisch); de Crișul Repede, Crișul Alb en Crișul Negru (Snelle Criș, Witte Criș en Zwarte Criș). De Crișul Repede stroomt door de stad Oradea.
Crișana was vroeger deel van Oostenrijk-Hongarije (samen met Transsylvanië, toen de meerderheid nog Hongaar was), maar kwam in 1920 bij Roemenië. Crișana is eigenlijk een regio binnen Transsylvanië. Het komt ongeveer overeen met het historische gebied Partium (in het Hongaars: Részek).

## Demografie

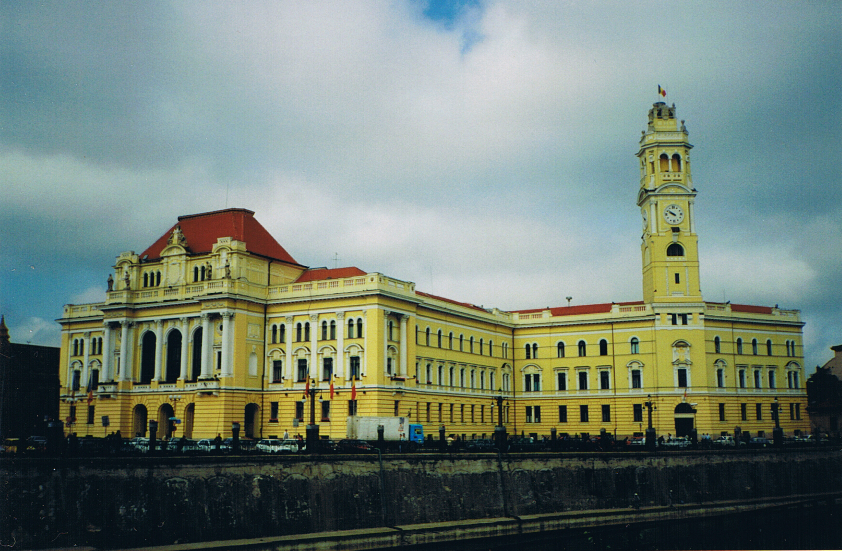
Oradea, Stadhuis

In 2002 had Crișana (Arad en Bihor samen opgeteld) 1.062.024 inwoners. Er is een aanzienlijke Hongaarse minderheid van 181.803 Hongaren.

### Bevolkingsdichtheid

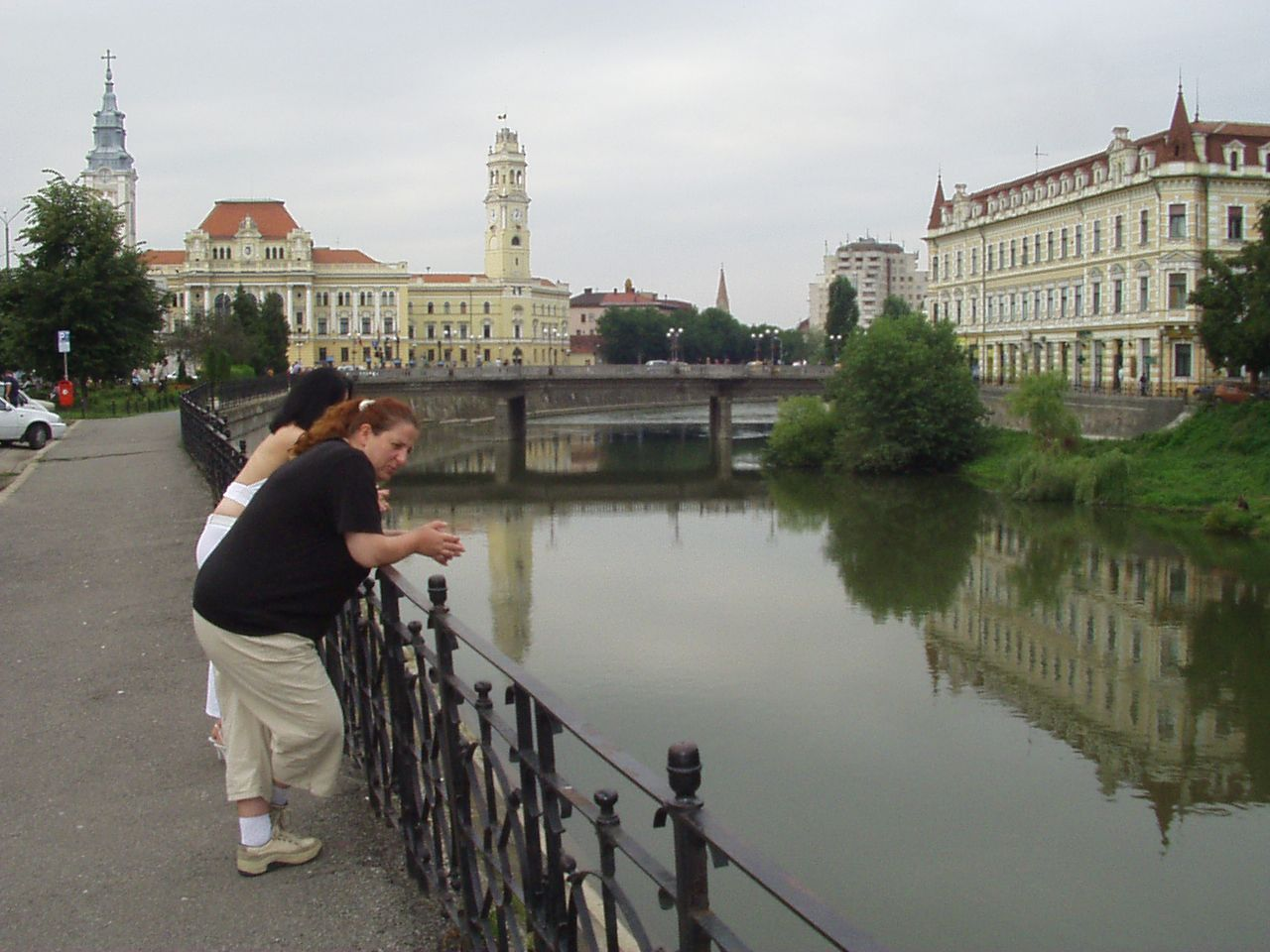
Oradea, Crișul Repede, en links het Stadhuis

- District Arad: 60 inwoners/km²
- District Bihor: 80 inwoners/km²
- Crișana: 65 inwoners/km²

(gegevens uit 2002)

### Grootste steden
- Oradea - 183.123 inwoners (2011)
- Arad - 147.922 inwoners (2011)
- Salonta - 17.042 inwoners (2011)